# 15634 Ahluwalia
15634 Ahluwalia eller 2000 JD15 är en asteroid i huvudbältet som upptäcktes den 6 maj 2000 av LINEAR i Socorro County, New Mexico. Den är uppkallad efter Rohan Ahluwalia.
Asteroiden har en diameter på ungefär 5 kilometer och den tillhör asteroidgruppen Vesta.